# Mansour Assoumani
Mansour Assoumani (* 30. Januar 1983 in Nizza) ist ein französischer ehemaliger Fußballspieler.

## Karriere
Assoumani begann seine Karriere 2001 beim französischen Erstligisten HSC Montpellier, für den er bereits zuvor in der Jugend spielte. 2004 stieg er mit dem Klub aus Languedoc-Roussillon ab. 2006 wagte Assoumani dann den Sprung ins Ausland und spielte für den deutschen Drittligisten 1. FC Saarbrücken. In Saarbrücken wurde Assoumani Stammspieler und kam zu 32 Einsätzen (ein Treffer). Jedoch stieg man in die viertklassige Fußball-Oberliga ab. Aus diesem Grunde wechselte er dann zu Sportfreunde Siegen. Auch dort wurde Assoumani Stammspieler. In 27 Einsätzen gelangen ihm zwei Treffer. Jedoch stieg Assoumani auch mit diesem Klub in die Oberliga ab. Dieses Mal jedoch war es ein Abstieg in die Fünftklassigkeit, da die zur Folgesaison gegründete 3. Fußball-Liga die Regionalliga als drittklassige Spielklasse ablöste. Assoumani blieb in der neuen Saison eine kurze Zeit vereinslos, ehe er dann im Dezember 2008 ein Intermezzo bei Leeds United, in der englischen Drittklassigkeit, hatte. Ab März 2009 spielte Assoumani dann beim walisischen Klub FC Wrexham. In der Saison 2010/11 spielte Assoumani beim englischen Fünftligisten Stockport County. Nach einer einjährigen Auszeit spielte er bei verschiedenen unterklassigen Vereinen in Frankreich, darunter eine halbe Saison beim FC Istres in der dritten Liga.